# Histoire de la Libye
La Libye est un pays d'Afrique du Nord, dont le nom dérive de Libou, un peuple berbère connu depuis l'antiquité.
Sous l'Antiquité, le nom de ce peuple est également à l'origine de celle de la région du continent communément appelée Libye antique, et de la dénomination de Libyens, qui désigne alors les populations nord-africaines berbères.
Le territoire de l'actuelle Libye est au cours de l'Histoire, dominé par divers peuples et États, dont l'Empire romain, l'Empire byzantin, l'Empire ottoman, et enfin au XXe siècle le royaume d'Italie. À la régence de Tripoli sous l'Empire ottoman, succède, à partir de 1911, la colonie italienne de Libye : à cette occasion, le pays reprend l'appellation de Libye, en vigueur sous l'Antiquité. Ce n'est qu'après la Seconde Guerre mondiale, que la Libye émerge en tant que véritable État souverain.
Le royaume de Libye, proclamé en 1951, est renversé en 1969 lors d'un coup d'État mené par Mouammar Kadhafi. Ce dernier exerce ensuite un pouvoir sans partage sur le gouvernement de la Jamahiriya arabe libyenne, occupant une place singulière sur l'échiquier politique international, jusqu'au déclenchement en 2011 d'une révolte armée contre son régime. Après la chute et la mort de Kadhafi, la Libye entame une transition démocratique. Le pays échoue cependant à jeter les bases d'un régime politique stable et connaît à partir de 2014 une nouvelle guerre civile.

## Préhistoire

### Paléolithique moyen en Libye et Cyrénaïque

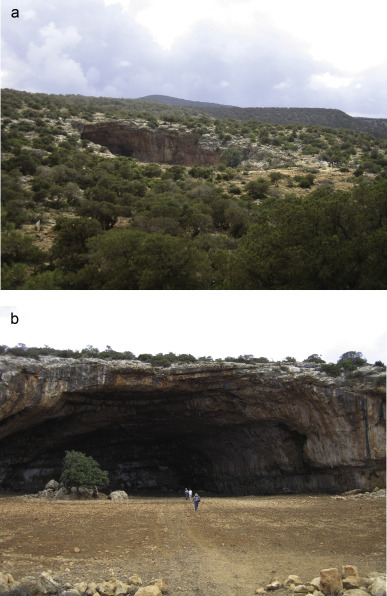

#### L'Atérien et le Moustérien
La chronologie absolue fiable pour le Paléolithique moyen de l'Afrique du Nord en est encore à ses débuts. À l'exception du Maghreb où l'Atérien est susceptible d'avoir survécu jusque vers 30 000 ans, pour la majeure partie de l'Afrique du nord, la séquence du paléolithique moyen se trouve au-delà des possibilités de datation au carbone 14. Les déterminations d'âge proviennent d'autres techniques comme la thermoluminescence, l'ESR et l'OSL. Les dates disponibles suggèrent que le Moustérien était présent dans le sud-est du Sahara au début de la fin du Pléistocène moyen (250-240 000 ans). Ces premières trouvailles datées du Paléolithique moyen sont identifiées comme du Moustérien et montrent de nombreuses affinités formelles avec le Moustérien du sud-ouest de l'Asie et de l'Europe.
Deux sites majeurs offrent des assemblages moustériens en Cyrénaïque: Hajj Creiem (142:142ff) et Haua Fteah (20). L'Atérien est aussi présent à Haua Fteah ainsi qu'à Wadi Gan (142 : 22ff), mais est absent du site de Hajj Creiem, qui semble présenter une relativement courte période d'occupation. D'autres sites atériens sont présents dans le Tadrart Acacus, dans le sud et l'ouest de la Libye (143,144).
Haua Fteah (en) est une grotte très large et profonde, avec une très longue séquence du Paléolithique moyen, qui comprend des horizons atériens et moustériens. Il existe deux dates carbone 14: 43 400± 1 300 ans BP (GrN -2564) et 47 000± 3 200 ans BP (GrN -223) (20:48ff). La méthode C14 montre des limites quant à la certitude de ces dates. De rares pièces atériennes se rencontrent aussi dans des horizons du début du paléolithique moyen (couche XXXV), que McBurney (20:105;106) date de la fin du dernier interglaciaire, sur la base de calculs de températures basés sur des coquillages marins associés. Ces niveaux dateraient de plus de 70 000 ans. Les outils de type atériens (grattoirs, burins ; des pièces foliacées bifaciales, des racloirs et des pièces pédonculées) ont été retrouvés en quantité notable. Ils sont légèrement plus fréquent dans la séquence haute mais disparaissent dans la séquence inférieure (couches de sédiments). Des indices isotopique des coquillages retrouvés dans ces sédiments indiquent une température froide. Dans ce cas, les niveaux moustériens semblent suivre l'Atérien.
Un assemblage très différent a été retrouvé à Wadi Gan, dans l'ouest de la Libye (142:225ff). Le site est un mince horizon d'occupation. L'assemblage consiste en quelques nucléus de très petite taille, d'outils fait de pièces pédonculées, des pointes moustériennes (quelques-unes denticulées et qui peuvent être classées comme des pointes de Tayac), des racloirs, des grattoirs ; d'autres outils comprennent des denticulés, un burin et une pièce foliacée. Les fréquences des pièces pédonculées et des pointes sont plus élevées et celles des pièces foliacées bifaciales plus faibles, dans le Wadi Gan que dans les niveaux atériens de Haua Fteah. L'importance du nombre des grattoirs par rapport aux racloirs, et la pauvreté en pièces foliacées bifaciales au Wadi Gan rappelle l'Atérien tunisien. Cela pourrait indiquer un contact avec des groupes du paléolithique supérieur présents dans l'est de la Libye vers 35 000 ans et dans la vallée du Nil avant 32 000 ans. L'assemblage du Wadi Gan serait plus récent, entre 30 000 et 35 000 ans.

#### Vestiges humains
Deux fragments de mandibules, une d'adulte et l'autre juvénile, ont été découverts par McBurney dans la couche (XXXIII) levallois-moustérienne, à proximité de l'interface avec la couche XXXIV, et environ 2,5 m sous le niveau du début du Paléolithique supérieur. Les données paléoclimatiques indiquent un épisode froid et une date C14 de 47 000 ans BP, permettent à McBurney de situer ces hominidés à une époque contemporaine du début du Vistulien. L'examen des mandibules, par Klein et Scott, démontre l'absence de caractères néandertaliens dans ces fragments. Il a été alors proposé comme au Djebel Irhoud ou les Atériens de Dar es Soltan, que cette population non-néandertalienne n'était cependant pas encore totalement moderne.
Les restes momifiés d'un jeune enfant négroïde, daté d'il y a 5 500 ans, ont par ailleurs été retrouvés dans le Tadrart Acacus.

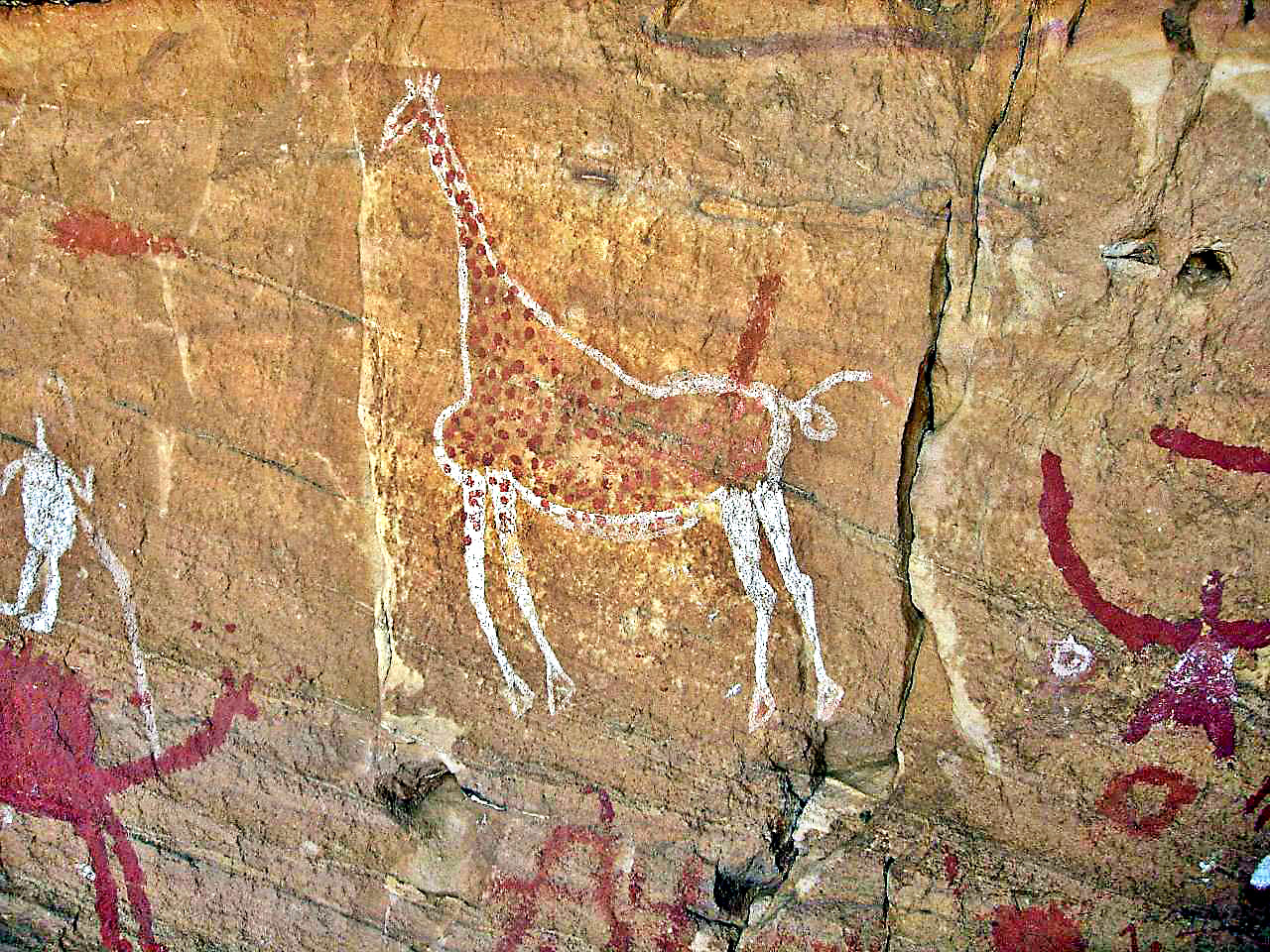
Tadrart Acacus
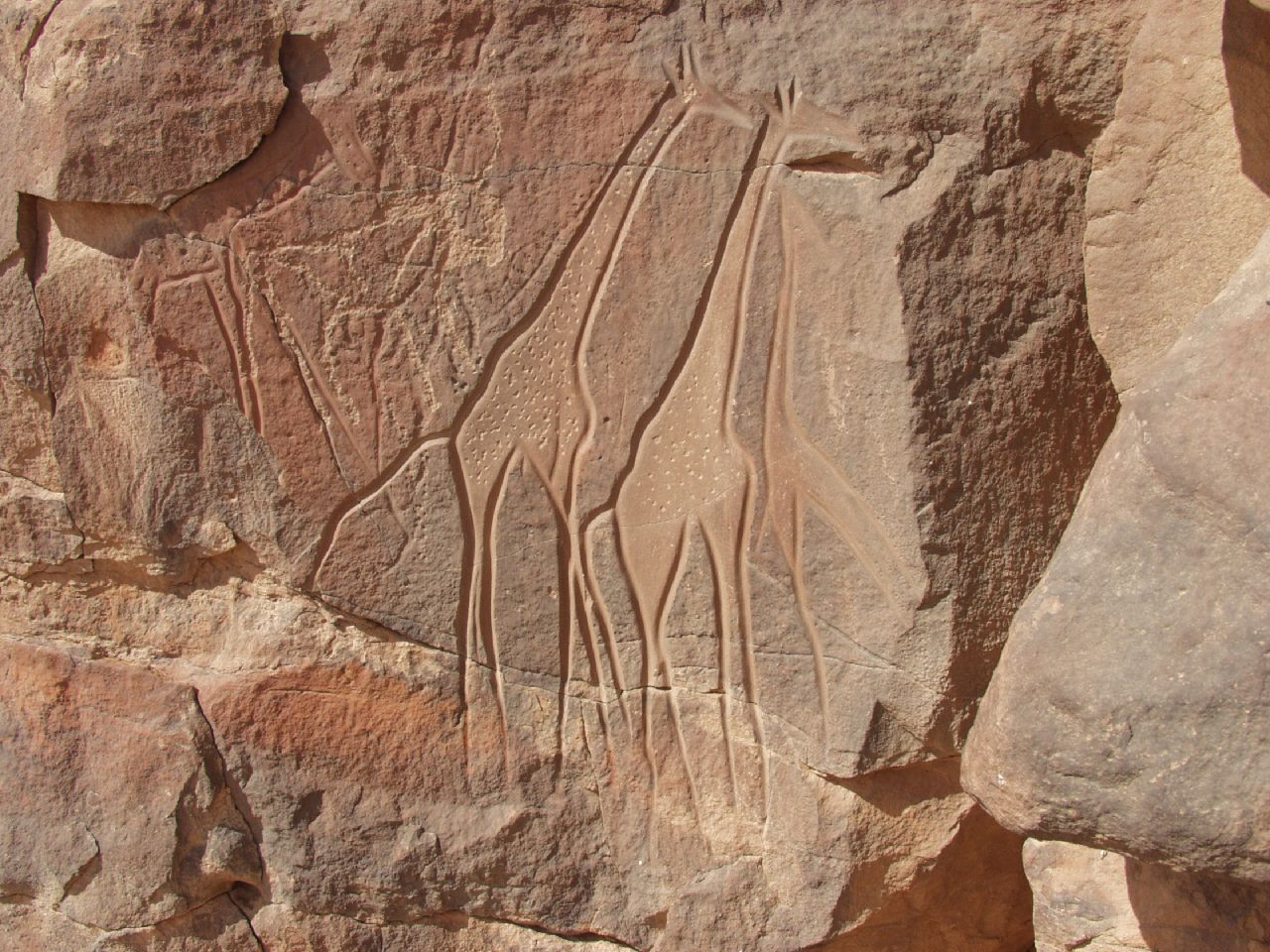
Wadi Mathendous
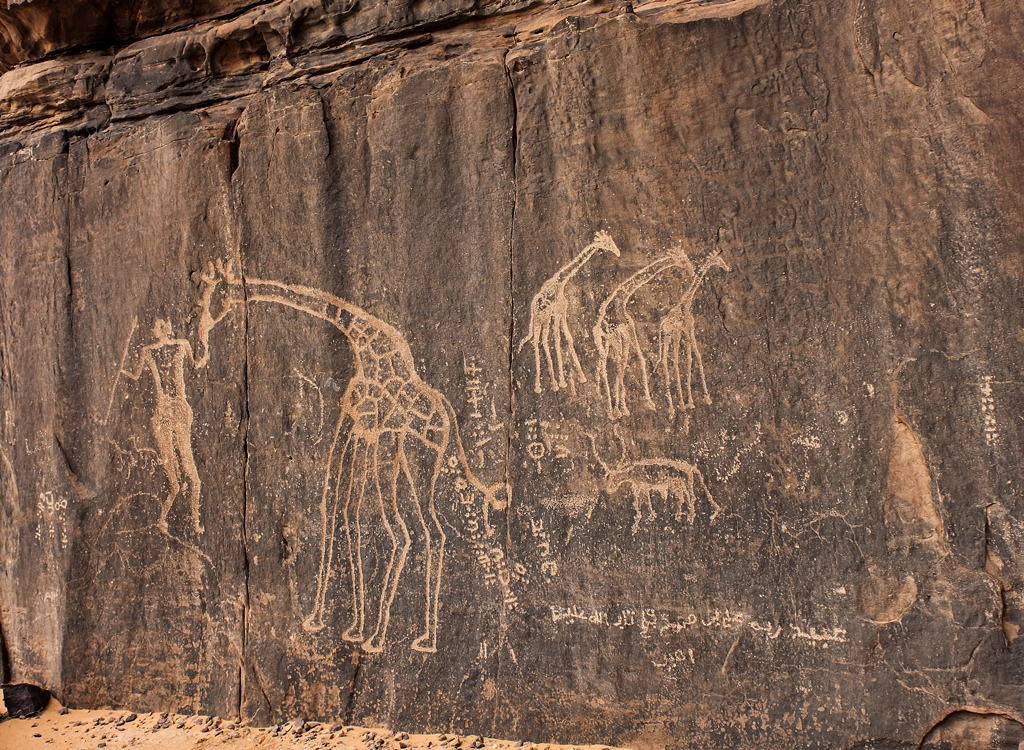
Tadrart Rouge
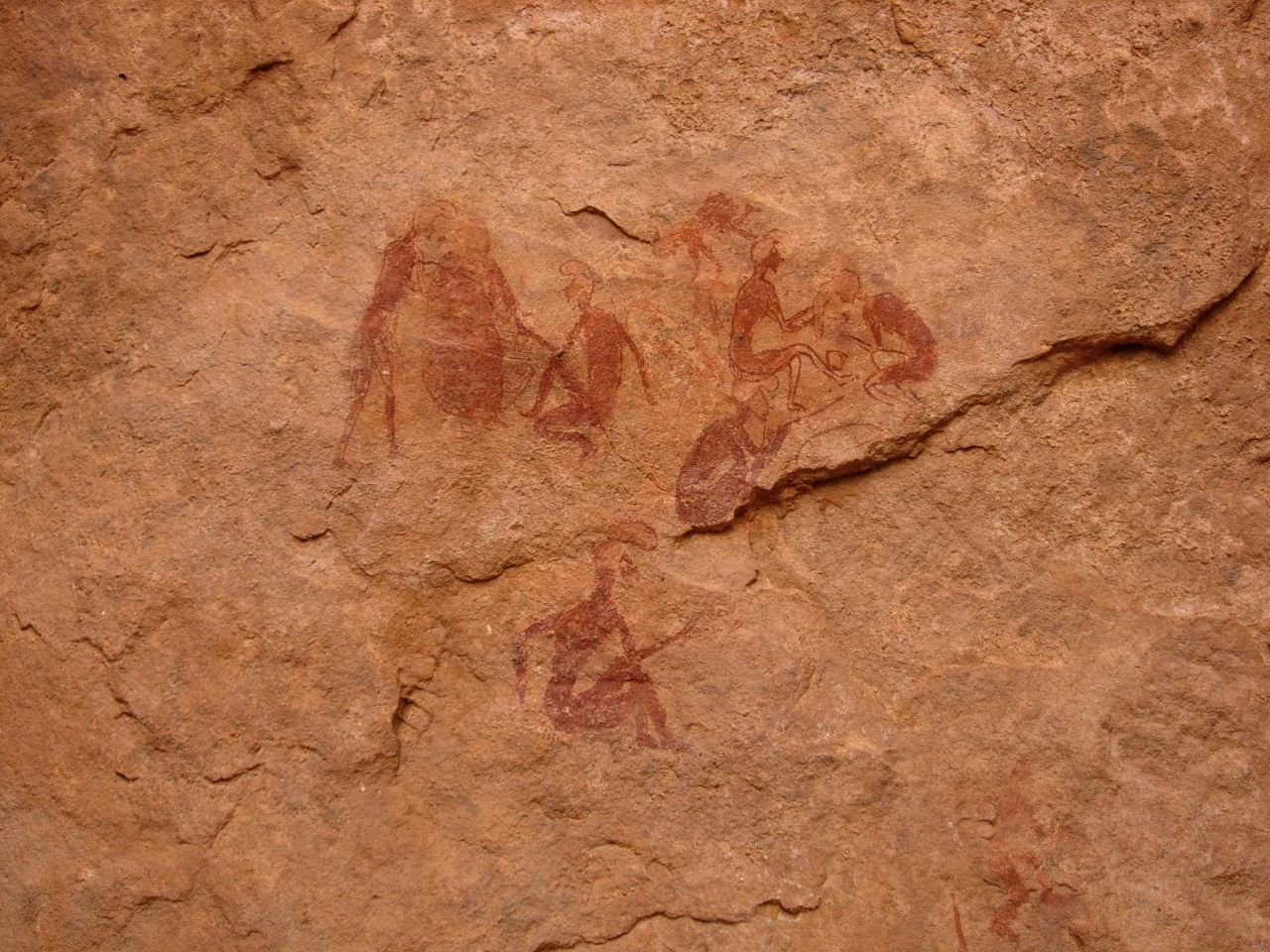
Art prupestre, désert libyen

#### Néolithique
De 10 000 à 8 000 ans, apparition de la culture des céréales dans le croissant fertile englobant le Nil.[réf. nécessaire] Premiers centres de civilisation primitive, Merimde, Maadi, Fayoum, Tasa, Badari, Nagada. Maisons à angles droits, d'abord en roseaux recouverts d'argile, puis en pisé et enfin en brique séchée. Comme à la période précédente, il n'existe aucune différence notable de civilisation et de peuplement entre la Libye, l'ensemble du Maghreb et l'Égypte. Ce sont les descendants des Caspiens.
De 10 000 ou 8 000 ans, apparition en Tunisie, Libye, Palestine, Égypte d'une culture méditerranoïde dite Capsien caractérisée par des petites lames en forme de demi-lune. Culture des « bifaces » et civilisation de la « pierre éclatée » dans tout le Maghreb.
De 7 000 à 9 000 ans, culture au Maghreb dite « Ibéromaurusien » qui disparut il y a dix mille ans sans laisser de descendance (d'après certains chercheurs il n'y aurait aucun rapport entre ce cro-magnoïde venu de la péninsule ibérique et les Guanches des îles Canaries. Il aurait donc disparu sans laisser de descendance).
De 6 000 à 4 000 ans dans le Sahara, c'est la période des chasseurs ou du Bubale.
De 4 000 à 1 500 ans, arrivée de pasteurs indo-européens venus d'Asie Mineure. Poursuite de la civilisation des Capsiens (petits groupes de chasseurs négroïdes à la pierre polie, semi-nomades, javelots, massues, sagaies, flèches, harpons, emploi d'ocre comme colorant, usage de meule pour écraser les produits de la cueillette, art de coudre les peaux, de travailler l'os avec des grattoirs, de tresser, puis la poterie font leur apparition). Commerce intensif de l'ambre et de l'étain entre l'Europe, la Méditerranée, l'Asie Mineure, le Proche-Orient, par terre ou par mer. Sur le plan stylistique, c'est la grande période des pasteurs de bœuf, histoire du Bos taurus qui va voir les roches du Sahara se couvrir de peintures rupestres, peintures rupestres du Sahara - Tassili-n-Ajjer, Adrar des Iforas, Aïr, Ahnet, Ahaggar, identique à Ouenat (Nubie)- variété des types humains ; négroïdes, leucodermes et mixtes.
Le pasteur de la fin de l'âge de pierre domestique le bétail, chèvres, moutons, pratique la cueillette de graminées sauvages, et commence tout juste la culture de parcelles au bord du Nil. L'habitat dans le désert est troglodytique ou sous des huttes faites de branchages, tandis que près des fleuves et vers l'Égypte les habitations sont faites en briques et en argile. Sur le plan spirituel c'est la poursuite de la mystique pastorale, commune à tous les peuples pasteurs, entamée en Anatolie (Asie Mineure) et présente en Afrique d'une manière similaire chez tous les groupes berbères et une « religion du Bœuf » commune à toute la Méditerranée. Mais c'est là, dans le désert encore vert que va se forger l'ethnogenèse berbère.
À l'est de la future Libye, dès 3 000 av. J.C. alors que le delta n'est encore qu'un marigot émergeant tout juste de la mer, commence une toute nouvelle civilisation : la civilisation égyptienne. Des inscriptions égyptiennes datant du IIIe millénaire av. J.-C. ont été trouvées sur ce que les archéologues appellent la piste d'Abou Ballas reliant le djebel Uweinat et la zone de Gilf al-Kabir à l'oasis d'Ad-Dakhla. Cette Égypte pharaonique qui apparaît tisse des liens à travers le sud de la Libye vers l'Afrique,.
Peu à peu, Égypte et Libye vont affirmer leurs identités respectives. L'Égypte va se tourner vers l'Orient, la Libye va se tourner vers sa seule voie d'expansion possible, la mer Méditerranée, dont elle reçoit régulièrement, par bateaux, la visite de peuples maritimes, en particulier des civilisations égéenne et phénicienne. De fait, dès le Néolithique, la plupart des habitants de la Libye habitent le front de mer, tandis que l'interland en voie de désertification dès le IIe millénaire av. J.-C. constitue un repli pour des groupes épars, réunis en chefferies et en communautés de pâtres.

#### Période du cheval
Vers -1 500 ans, période du cheval, s'étendant jusqu'aux premiers siècles de l'ère chrétienne. On observe l'apparition de petites aristocraties locales suffisamment puissantes et influentes pour nouer alliance avec les peuples belliqueux de Méditerranée, l'arrivée de populations venues du nord de l'Europe, de Colchide (ancienne Géorgie), d'Asie Mineure, du Proche-Orient et d'Iran. Des chars attelés font leur apparition, de facture identique à ceux de la Grèce antique (tombes à fosses du cercle A de Mycènes, stèle du Péloponnèse représentant des chars identiques ; décors à base de cercles, spirales et courbes enlacés prisés de longue date par les Egéens). Sont aussi présentes des armures et des lances à armature métallique, arme de prédilection des pasteurs de bovins du Sahara méridional.
Au nord, des affrontements contre l'Égypte se poursuivent jusqu'à la romanisation du Maghreb (~Ve siècle AEC). Peu à peu les tribus libyennes du sud sont repoussées vers le Sahel, pour deux raisons très simples : la désertification du Sahara commencée au IIe millénaire avant notre ère et l'entretien d'une cavalerie sensible aux écarts de températures et aux épizooties. Moutons et chèvres sont gardés sur les côtes (désert de Syrte ; Cyrénaïque), sur les monts de la chaîne libyque. Le désert Libyque est traversé par des bouviers.

## Antiquité

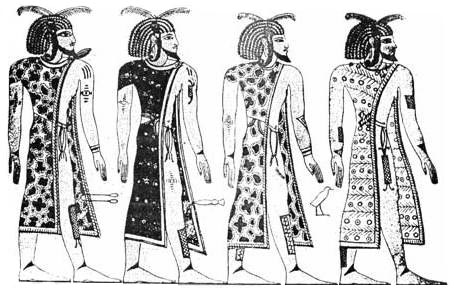
Libyens anciens représentés par des Égyptiens

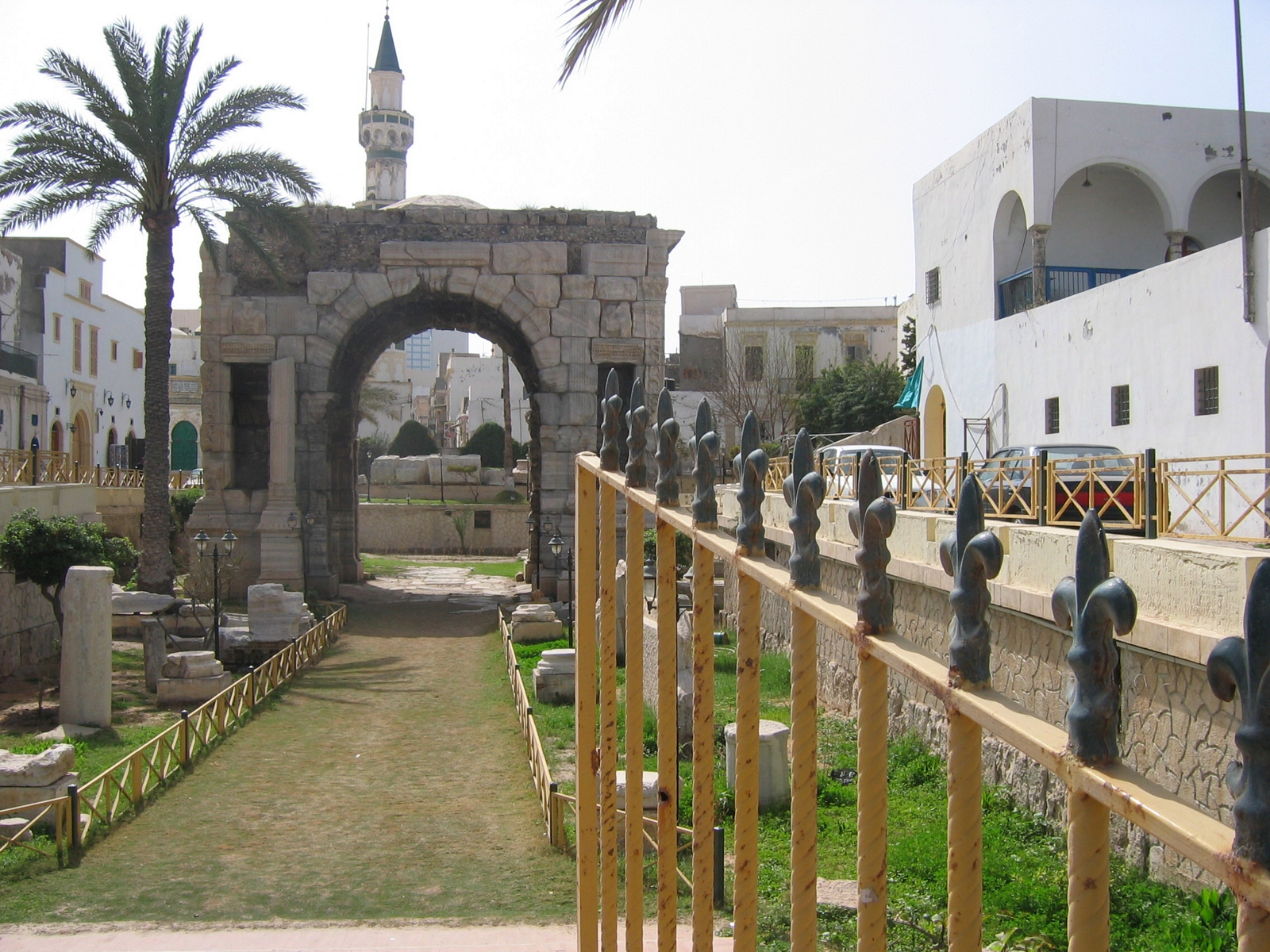
Arc de Marc Aurèle à Tripoli (Libye)

Dès le IIe millénaire av. J.-C., les Libous, installés en Cyrénaïque, forment un peuple redouté des Égyptiens. Vers 1000 av. J.-C., les premiers comptoirs phéniciens sont fondés sur la côte libyenne.
Durant l’Antiquité, les principales parties de l’actuelle Libye sont :
- la Cyrénaïque, d’après le nom de la prestigieuse ville de Cyrène, qui aurait été fondée par des Grecs de Théra en 631 av. J.-C. ;
- la Tripolitaine, à l’origine une colonie phénicienne comprenant les trois villes de Sabratha, Leptis Magna et Ola ; Ola devient la capitale de la colonie sous le nom de Tripoli, qui signifie « trois villes » ;
- le Fezzan ou Phazania, région saharienne et désertique de la Libye antique.

En Grèce antique, le mot « Libye » est alors employé pour désigner toute la zone côtière de l’Afrique du Nord comprise entre le Nil et l’Atlantique, ainsi que l’arrière-pays désertique. Le terme Libyens désigne alors un ensemble de populations dont la présence en Afrique du Nord est antérieure à l'arrivée des Phéniciens, comprenant les ancêtres des actuels Berbères,. Le terme Libyens regroupe alors un ensemble de groupes divisés entre des nomades pastoraux et des agriculteurs sédentaires où l'organisation tribale prévaut.
- Libye antique, Afrique du Nord durant l'antiquité classique (en)
- Libyens (Libyens antiques, Libyques, Libou, proto-Berbères), Garamantes, Gétules, Phazaniens, Macrobies (peuple légendaire)
- 1075-715 : domination libyenne en Égypte : XXIe dynastie égyptienne et XXIIe dynastie égyptienne
- Implantations des Phéniciens, Civilisation carthaginoise, Échelles puniques, Guerres puniques, cités puniques de Tripolitaine (Oea, Leptis Magna et Sabratha)

### La Libye grecque
En 631 av. J.-C. des navigateurs grecs s'installent sur la côte cyrénenne. 
Les premiers sont originaires de Théra. 
Des navigateurs venus des autres cités grecques les rejoignent bientôt. 
Les Grecs s'installent sur la côte, et contractent de nombreuses unions avec des femmes du pays : le premier navigateur grec à avoir rejoint le pays devient roi de Cyrène, sous le nom de Battos Ier, fondant la dynastie dite des Battiades. 
Sous les règnes de ses successeurs, Arcésilas Ier et Battos II, la présence des Grecs remet en cause l'équilibre agro-pastoral des tribus libyennes. 
Les Libyens tentent alors de chasser les Grecs avec l'aide du pharaon Apriès, mais sont défaits vers 570 av. J.-C. 
Par ailleurs, vers la fin du VIe siècle av. J.-C., les Phéniciens s'installent sur la côte de Tripolitaine, et gagnent Syrte à partir de Carthage. 
Le commerce et la vie urbaine se développent, ainsi que la sédentarisation dans les campagnes.
Cyrène s'impose vite comme la plus grande cité grecque d'Afrique. 
Les colons bâtissent leur fortune sur le commerce du silphion ou silphium, une plante recherchée pour ses vertus culinaires et médicinales. 
Signe de l'importance de la ville, le monumental temple de Zeus, édifié au Ve siècle av. J.-C., est comparable à celui d'Olympie. 
La dynastie des Battiades est cependant confrontée à la montée en puissance de l'aristocratie, qui fonde la cité de Barca, dans le Djebel Akhdar, avec l'appui des tribus libyennes. 
Le roi Battos III (~575-535/530) doit accepter de réduire ses prérogatives, mais son fils Arcésilas III (~550-515~) tente ensuite de les reconquérir par la force. 
Battu, il reconquiert Cyrène à la fin du VIe siècle av. J.-C., avec l'aide de Polycrate de Samos (tyran de Samos en 538-522). 
Il se tourne ensuite vers l'Empire perse pour obtenir sa protection, mais est assassiné à Barca. 
Les Perses interviennent alors sur demande de la reine-mère, et détruisent Barca. 
Cyrène devient un protectorat perse jusqu'à ce que la perte d'influence des Perses amène à la chute du roi Arcésilas IV (~490-440~) vers 440 av. J.-C. 
Par la suite, la région passe aux mains d'Alexandre le Grand puis de ses successeurs, dont Ptolémée Ier (en 305-283).
Le royaume de Cyrène devient ensuite brièvement une République (249-246) et passe ensuite sous la tutelle (246-163) de la dynastie des Ptolémées d'Égypte. 
La cité est à l'époque particulièrement florissante, et fait preuve d'un grand dynamisme commercial.
- Colonies grecques : Cyrène (630 AEC), Apollonie de Cyrène, Barqa, Benghazi (-525), Cinyps (en), Menelai Portus (en), Ptolémaïs (Cyrénaïque), Tobrouk, Tocra
- Royaume de Cyrène, dynastie des Battiades (630-440), dont Arcésilas III (550c-525c)
- Liste des rois de Cyrène
- Suzeraineté de l'Empire achéménide (559-330), dès Cambyse II
- Suzeraineté du Royaume lagide (305-30 AEC), ptolémaïque, expansionniste, thalassocrate, Ophellas, Magas de Cyrène

### La Libye romaine

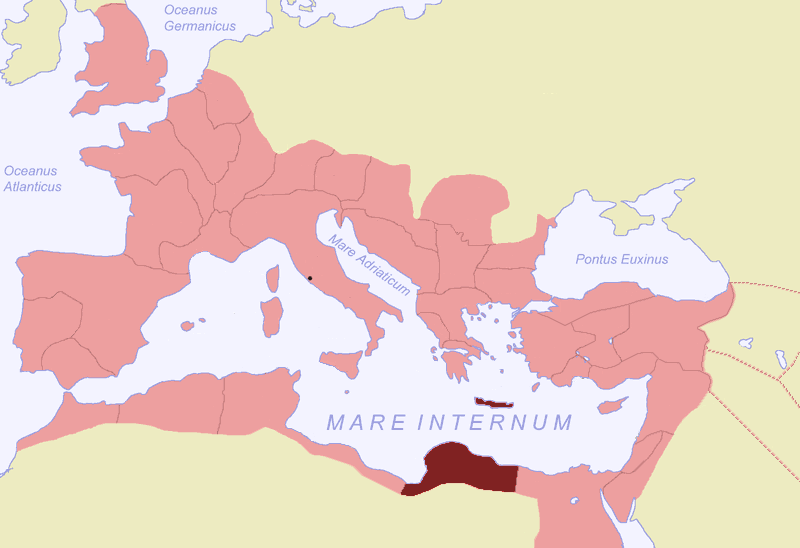
La Cyrénaïque et la Crète dans l'Empire romain, vers 120.

Au Ve siècle av. J.-C. la côte méditerranéenne est dominée par les Carthaginois : en 321 av. J.-C., les territoires bordant la Méditerranée sont annexés par Ptolémée Ier. La Tripolitaine ne se développe réellement qu'à partir de l'effacement de Carthage et la montée en puissance de Rome. En 96 av. J.-C., Ptolémée Apion lègue à sa mort ses droits royaux aux Romains. La Cyrénaïque devient alors une province romaine. La mainmise de Rome sur la Tripolitaine et le Djebel Akhdar s'accélère elle aussi, du fait de la nécessité de l'hégémonie en Méditerranée. En 74 av. J.-C., les cités libres du Djebel Akhdar sont réduites à l'état de province romaine. En 67 av. J.-C., la Cyrénaïque est jumelée par Pompée avec la Crète,. Durant le Ier siècle av. J.-C., les trois régions qui forment l'actuelle Libye (Tripolitaine, Cyrénaïque et Fezzan) sont sous la domination de l'Empire romain et connaissent un vif essor aux IIe et IIIe siècles. La Tripolitaine donne à Rome l'empereur Septime Sévère, qui accorde à sa terre natale le jus italicum, soit l'assimilation de son sol à celui de l'Italie et l'exemption de l'impôt foncier.
- Provinces romaines : Province d'Afrique, Crète et Cyrénaïque, Byzacène, Marmarique, Égypte romaine et byzantine, Tripolitaine, Limes Tripolitanus
- Histoire des Juifs en Libye, Juifs berbères, révolte (115-118)

### L'Antiquité tardive et la Libye byzantine

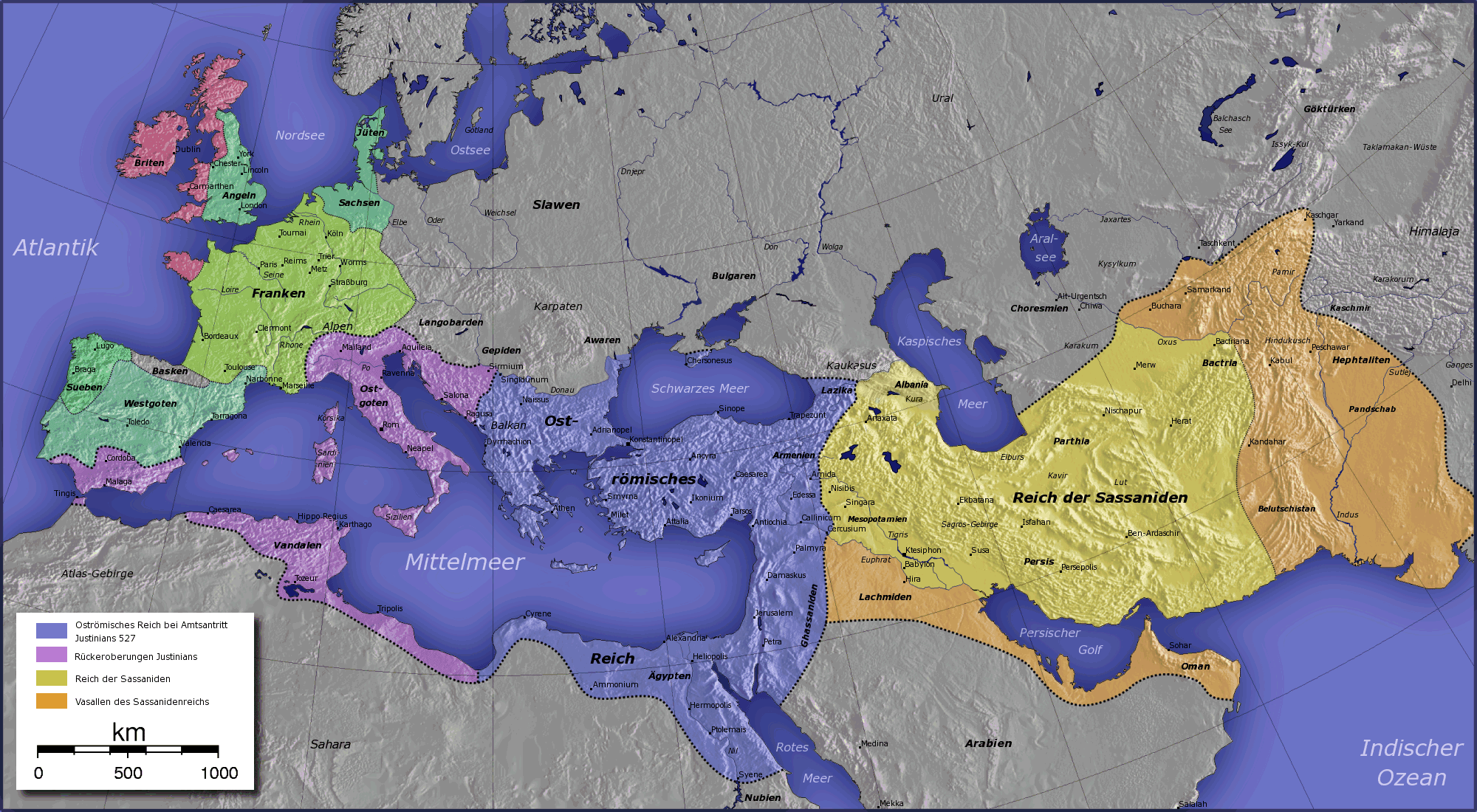
Le monde méditerranéen en 527.

Durant le premier tiers du IIIe siècle, l'empereur Dioclétien sépare la Cyrénaïque de la Crète et la divise en deux provinces, la Libye sèche et la Libye Pentapole. À l'ouest, une province de Tripolitaine est créée. À cette époque, la sédentarité des populations commence à s'affaiblir et à céder à nouveau la place à un nomadisme agricole et pastoral. La Tripolitaine perd de sa fertilité, notamment semble-t-il du fait de la surexploitation des sols. Durant le Ve siècle, les provinces libyennes sont attaquées par les Vandales, qui occupent Sabratha et isolent Oea et Leptis Magna. Un siècle plus tard, vers 533, le territoire est reconquis par l'Empire byzantin, mais le pays est durablement appauvri. Si la domination byzantine sur les Libyens prend parfois un tour brutal, le christianisme progresse à l'époque en Libye : Exarchat de Carthage (591-698).
- Antiquité tardive, Gouverneur romain, Notitia dignitatum,
- Liste des noms latins des villes
- Donatisme, Arianisme
- Autel des frères Philènes
- Maghreb byzantin (de), Maghreb byzantin (en) (Empire byzantin, 395/610–1204)
- Diocèse d'Égypte (380-539), Liste des diocèses de l'Empire romain tardif, Liste des provinces du Bas-Empire
- Royaume vandale (435-534), Guerre des Vandales (533-534)
- Préfecture du prétoire d'Afrique (534-591), Exarchat de Carthage (591-698)

## Des royaumes arabes à la période ottomane

### La conquête arabe de la Libye

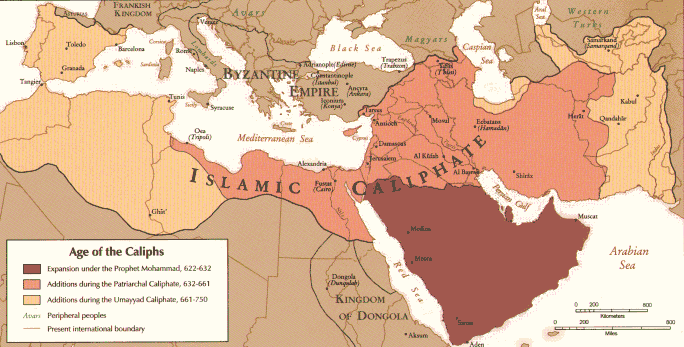
L’expansion de l’empire islamique de 622 à 750.

Pendant le haut Moyen Âge, l'Empire byzantin subit les attaques arabes lancées depuis l'Égypte. Sous le commandement du général arabe Amr ibn al-As, les troupes du calife `Umar ibn al-Khattāb conquièrent facilement la Cyrénaïque en 642-643. En 647, une armée de 40 000 hommes, commandée par ‘Abdu’llah ibn Sa‘ad, poursuivit plus à l'ouest et s'empare de Tripoli, puis de Sufetula (à quelque 260 km au sud de Carthage). En 663, les conquérants arabes arrivent au Fezzan, sous la conduite de Oqba Ibn Nafi al-Fihri. Selon la légende, seule la ville de Ghadamès aurait opposé une véritable résistance, sous l'impulsion de Dihya. Les conquérants arabes semblent s'être montrés agressifs envers les chrétiens de Libye; les églises sont cependant progressivement abandonnées du fait du recul de la sédentarisation et de la vie urbaine. La vie rurale demeure marquée par l'autarcie : isolées, soumises comme ailleurs à l'impôt sur les non-musulmans, les communautés chrétiennes disparaissent lentement au cours du Moyen Âge. La Libye retrouve par ailleurs son importance en tant que voie de passage entre le Maghreb et le Machrek, notamment lors du passage des Fatimides de Mahdia vers l'Égypte en 972. En Ifriqiya, les Zirides sont installés au pouvoir par les Fatimides, mais se révoltent ensuite contre leurs protecteurs : vers l'an 1050, les Fatimides lancent alors les tribus Hilaliens (Beni Hilal) et Banu Sulaym à l'assaut de l'Ifriqiya, ce qui semble avoir porté le coup de grâce à la vie sédentaire et à l'agriculture libyennes.

### La Libye duXIeauXVIesiècle

Émirat de Sicile et royaume des Aghlabides au IX.

La période suivant la conquête arabe est l'une des plus mal connues de l'histoire de la Libye. La région du Djebel Akhdar vit largement repliée sur elle-même, livrée au nomadisme. Dans le sud, les grands caravaniers se livrent des conflits réguliers. En 1185, le royaume du Kanem-Bornou prend le contrôle d'une partie du territoire, mais est chassé au XIVe siècle par les Marocains, qui fondent la ville de Mourzouq. Les Normands s'emparent de la Tripolitaine de 1143 à 1158, date à laquelle le gouverneur de la province se place sous la suzeraineté de l'Émir de Tunis. La région connaît de nombreux affrontements et changements de statut, mais les Hafsides finissent par s'emparer de Tripoli en 1318, et en font leur résidence. En 1355 ou 1358, Gênes envahit à son tour de Tripoli et lui impose une amende de 1,9 million de florins et la livraison de 7000 esclaves. La ville devient indépendante, gouvernée par la tribu des Beni Thabet, qui refuse de reconnaître l'autorité de l'Émir de Tunis. Devenue une République, Tripoli est gouvernée au XVe siècle par un conseil de notables : la ville est une place très importante pour le commerce et la piraterie de la Méditerranée et du Sahara.

### Libye ottomane (1511-1911)

Drapeau de la régence de Tripoli.

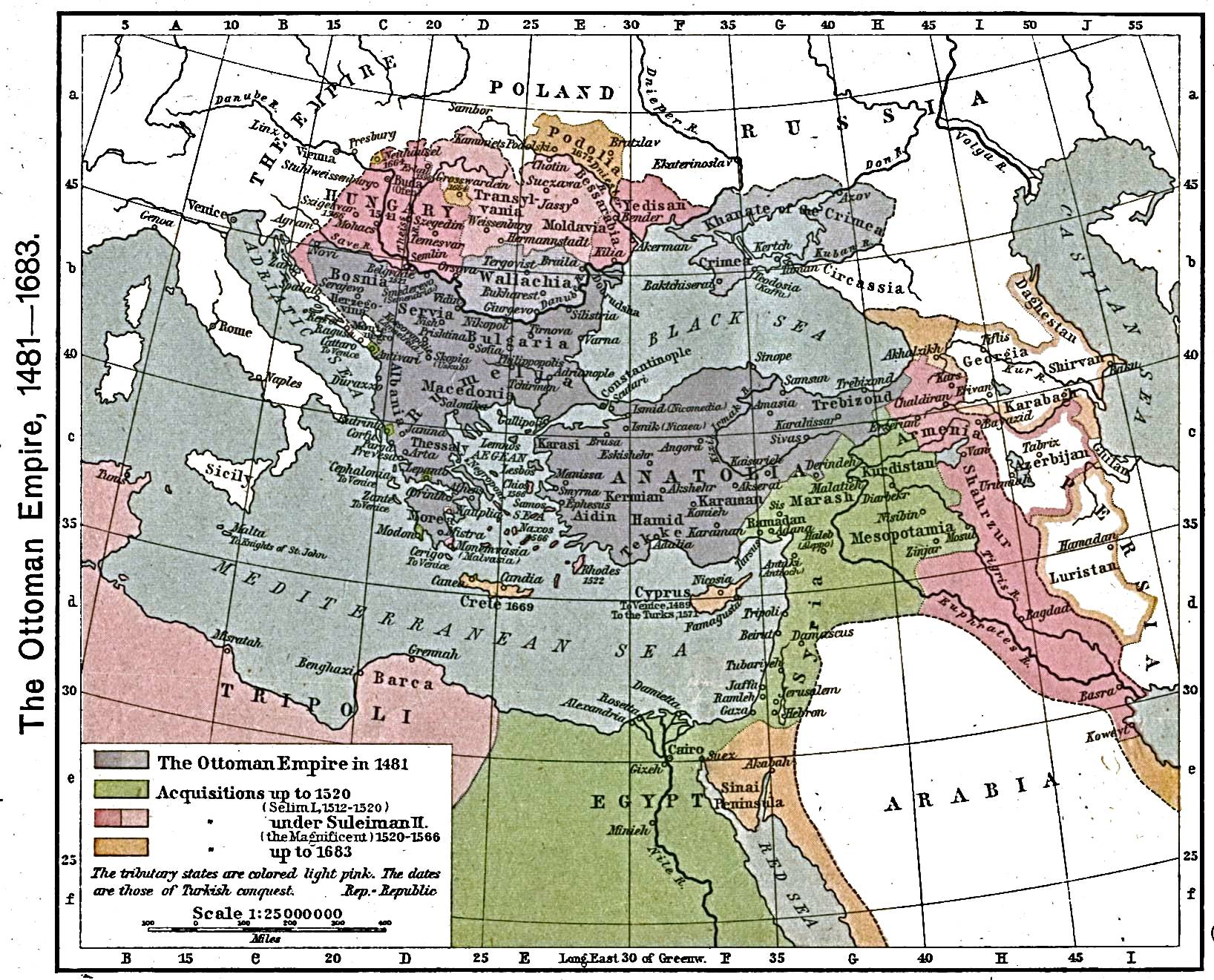
L’empire ottoman de 1481 à 1683.

Tripoli, prospère et indépendante, est vulnérable aux deux puissances hégémonies rivales qui s'affirment en Méditerranée, la Monarchie espagnole et l'Empire ottoman. En 1510, Pedro Navarro prend Tripoli. Mais les Espagnols ne parviennent pas à s'assurer une maîtrise complète de la région et, en 1530, Charles Quint cède Tripoli et Malte à l'Ordre de Saint-Jean de Jérusalem. Jugeant leur possession libyenne trop fragile, les Chevaliers de l'Ordre préfèrent installer le gros de leurs forces à Malte et, en 1551, Tripoli tombe aux mains des Ottomans, qui y établissent la régence de Tripoli. Le Fezzan est quant à lui soumis par les Ottomans en 1577. Le gouvernement de la Régence est confié à un pacha, assisté d'un conseil de gouvernement, ou divan.
Malgré les efforts de certains pachas qui parviennent à imposer une certaine stabilité gouvernementale, l'autorité ottomane reste largement nominale en dehors de Tripoli : le territoire de la Régence demeure dominé par les tribus, qui agissent de manière autonome, et marqué par un mode de vie rural et nomade.
En 1711, la Régence tombe entre les mains de la famille Karamanli, lorsque, profitant d'une situation insurrectionnelle, un jeune janissaire Karamanli élimine la majorité des Janissaires en poste à Tripoli, puis le pacha (Khalîl Pacha al-Arnaouti) envoyé par le gouvernement de Constantinople, et enfin parvient à se faire reconnaître par le sultan Ahmed III : Ahmad Ier. 
Les trois premiers pachas de la dynastie Karamanli sont efficaces, et la régence de Tripoli, gouvernée à la manière d'un État très largement autonome, accède à une certaine prospérité. 
Les ports de Tripoli, Benghazi, Misrata et Derna constituent des étapes importantes sur la route du commerce maritime en Méditerranée. 
Mais à partir de 1790, la famille régnante est divisée par de violents conflits, et des révoltes éclatent à partir de 1816. 
En 1835, le sultan Mahmoud II dépose la famille Karamanli, remplaçant le dernier pacha de la dynastie par un envoyé de Constantinople. 
L'administration de la Tripolitaine est réorganisée, mais le pouvoir continue d'être trop détaché des réalités du pays. 
Vers 1840, Mohammed ben Ali al-Senoussi (1787-1859), originaire de Mostaganem, se fixe en Cyrénaïque et y fonde sa propre zaouïa. 
Son action contribue à apaiser les rivalités entre tribus et la confrérie de la famille Al-Sanoussi gagne en puissance dans le Fezzan et le Djebel Akhdar,.

## XXesiècle(1911-2011)

### Libye italienne (1911-1943)

Drapeau de la République de Tripolitaine.

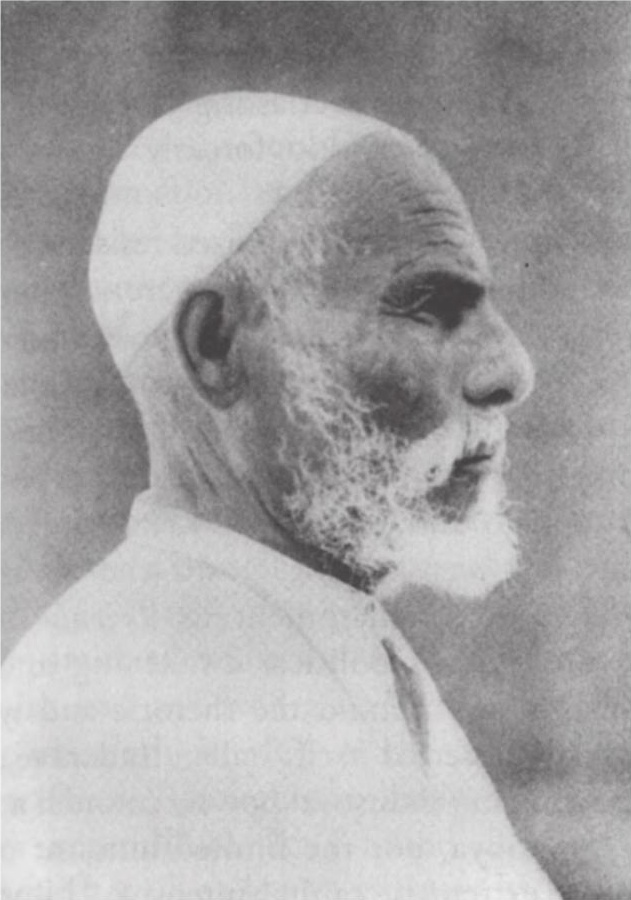
Omar al-Mokhtar, figure emblématique de la résistance à l’occupation italienne.

Ethnicités

Alors que les grandes puissances européennes poursuivent leur expansion en Méditerranée, le royaume d'Italie cherche à développer son propre empire colonial. L'ancienne province romaine de « Libye » paraît le territoire le plus aisé à conquérir pour l'Italie, qui peut se prévaloir de l'avoir déjà possédée. La bienveillance de la France et du Royaume-Uni à l'égard de leurs ambitions pousse les Italiens à agir et, en septembre 1911, l'Italie remet un ultimatum à la Sublime Porte, annonçant son intention d'occuper la Tripolitaine et la Cyrénaïque pour garantir la vie et les biens de ses propres sujets présents dans le pays. La guerre italo-turque, bien que plus difficile que prévu pour les Italiens, tourne finalement à leur avantage. Le 5 novembre 1911, la Tripolitaine et la Cyrénaïque sont décrétées parties intégrantes du royaume d'Italie. Au printemps 1912, la zone côtière est entre les mains des Italiens. Le 17 octobre 1912, par le Traité d'Ouchy, l'Empire ottoman renonce à sa souveraineté sur les régions conquises par l'Italie. Les territoires de l'ancienne régence de Tripoli sont désormais désignés par les Italiens du nom de Libye, reprenant la désignation de l'ancienne province africaine de l'Empire romain.
Les Turcs évacuent lentement la Libye, et le pays est loin d'être pacifié : en 1914, une révolte éclate dans le Fezzan. En 1916, l'Italie ne contrôle qu'une partie des grandes villes libyennes. Le 1er juin 1919, le parlement italien vote une loi fondamentale proclamant la République de Tripolitaine, État disposant d'une autonomie partielle par rapport à l'Italie, sur les territoires de l'ouest. Il s'agit là du premier État islamique au monde à disposer d'un gouvernement républicain et de la première entité libyenne indépendante depuis la chute de l'Empire ottoman. Une loi similaire est votée pour l'Émirat de Cyrénaïque, reconnaissant à Idris, chef de la Famille Al-Sanoussi, le titre d'émir. Mais les accords ne sont pas respectés, et dès 1921, Giuseppe Volpi est nommé gouverneur de la Tripolitaine, qui repasse sous contrôle italien. Après l'arrivée au pouvoir de Benito Mussolini, des opérations militaires sont entreprises pour pacifier le pays, le général Emilio De Bono remplaçant Volpi dans cette optique : fin 1922, l'émir Idris s'enfuit de Cyrénaïque, où ses partisans continuent la résistance; à la fin 1927, le Golfe de Syrte est intégralement occupé. La Libye italienne est désormais composée de la colonie de Tripolitaine et de celle de Cyrénaïque. En 1927 est créée une « citoyenneté italienne libyque », qui donne un statut aux indigènes, en les maintenant néanmoins dans une position sociale inférieure à celles des Italiens de la métropole. Le maréchal Pietro Badoglio est nommé en 1929 gouverneur des deux colonies, avec pour vice-gouverneur le général Rodolfo Graziani, qui achève les opérations de reconquête dans le Fezzan en 1929 et 1930. Mais en Cyrénaïque, le cheikh Omar al-Mokhtar (1858-1931), soutenu par les Sanoussi, continue de mener la résistance contre les Italiens : il n'est capturé qu'en 1931.
La guerre a entraîné la mort massive des peuples indigènes de Cyrénaïque, soit 225 000 personnes. Les crimes de guerre italiens comprenaient l'utilisation d'armes chimiques, l'exécution de combattants s'étant rendus et le massacre de civils. Les autorités italiennes ont expulsé de force 100 000 Bédouins de Cyrénaïque de leurs colonies, dont beaucoup ont ensuite été confiées à des colons italiens,.
Après l'exécution d'Omar Al Mokhtar, la Libye est soumise, mais économiquement ruinée, la guerre ayant détruit l'équilibre agro-pastoral du pays. La colonisation reste très faible jusqu'au début des années 1930. La nomination en 1934 d'Italo Balbo au poste de gouverneur de Libye vient donner une impulsion nouvelle au territoire. Le 9 juin 1934, la Libye italienne se voit dotée d'une administration unifiée. Balbo fait construire un réseau routier, rénove les villes et développe la colonisation par la création de nouveaux villages de colons, auxquels sont attribués des lopins agricoles. La colonisation s'accélère, certaines estimations évoquant une population d'environ 100 000, voire 120 000, colons italiens en Libye à la veille de la Seconde Guerre mondiale. Les Italiens développent également les fouilles archéologiques en Libye,.
La Libye connaît à partir de 1938 un regain de tension, dû au rapprochement de l'Italie avec l'Allemagne nazie. Les frontières de la Libye avec le protectorat français de Tunisie, le royaume d'Égypte et les colonies françaises en Afrique ont été délimitées par une série de traités entre 1910 et 1935, mais un nouveau litige a lieu en 1938 avec la France au sujet de l'attribution à la Libye d'une bande de terre de 1 200 km au nord du Tibesti. Dans un contexte de tensions internationales renforcées, la proximité de la Libye italienne avec le Protectorat français de Tunisie suscite des inquiétudes de part et d'autre.

### Libye dans la Seconde Guerre mondiale (1940-1943)

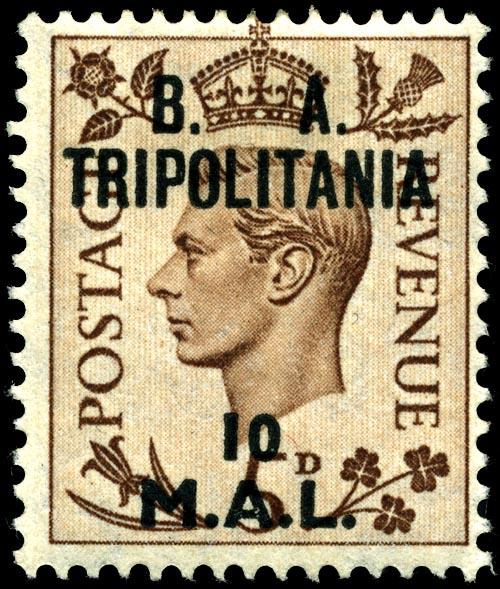
Timbre britannique surchargé pour servir en Tripolitaine, durant l'occupation alliée de la Libye.

Le 28 juin 1940, peu après l'entrée en guerre de l'Italie, Italo Balbo meurt dans un incident aérien. Rodolfo Graziani est rappelé en Libye pour lui succéder. Les autorités fascistes déportent des milliers de Juifs libyens dans des camps de concentration en plein désert, où beaucoup mourront. L'offensive menée par Graziani, sur ordre de Mussolini, contre les forces britanniques de Archibald Wavell, est un échec, qui tourne à la déroute pour les Italiens lors de la contre-offensive alliée. En février 1941, les Britanniques occupent Benghazi; l'Afrikakorps d'Erwin Rommel est appelée à la rescousse des Italiens et les combats se poursuivent jusqu'en 1943, quand la contre-offensive de Bernard Montgomery aboutit à l'occupation de Tripoli. Les Forces françaises libres prennent quant à elles le contrôle du Fezzan et du Ghadamès au sud-ouest du pays. À la fin de la guerre mondiale, la Tripolitaine et la Cyrénaïque sont sous occupation britannique, et le Fezzan sous occupation française. L'émir Idris, naguère exilé par les Italiens, fait un retour triomphal en Cyrénaïque en 1945.
- 1940-1943 : Campagne d'Afrique du Nord (Seconde Guerre mondiale), Guerre du Désert

### Vers l'indépendance (1943-1950)
Après le conflit mondial, la reconstruction du pays est rendue difficile par les munitions non explosées, mines et matériels et séquelles de guerre laissés par les belligérants. Le statut exact du territoire libyen fait par ailleurs l'objet d'incertitudes, et de désaccords entre les Alliés. Le chapitre colonial n'est définitivement clos qu'en 1947 par l'une des clauses du traité de Paris, qui amène l'Italie à renoncer irrévocablement à ses droits sur la Libye. Le pays demeure cependant divisé entre l'administration britannique, qui a toujours l'autorité sur la Tripolitaine et la Cyrénaïque, et l'administration française du Territoire du Fezzan. La France, dont la présence au Fezzan est relativement légère, envisage un temps le rattachement du territoire, non viable individuellement, à l'Algérie française.

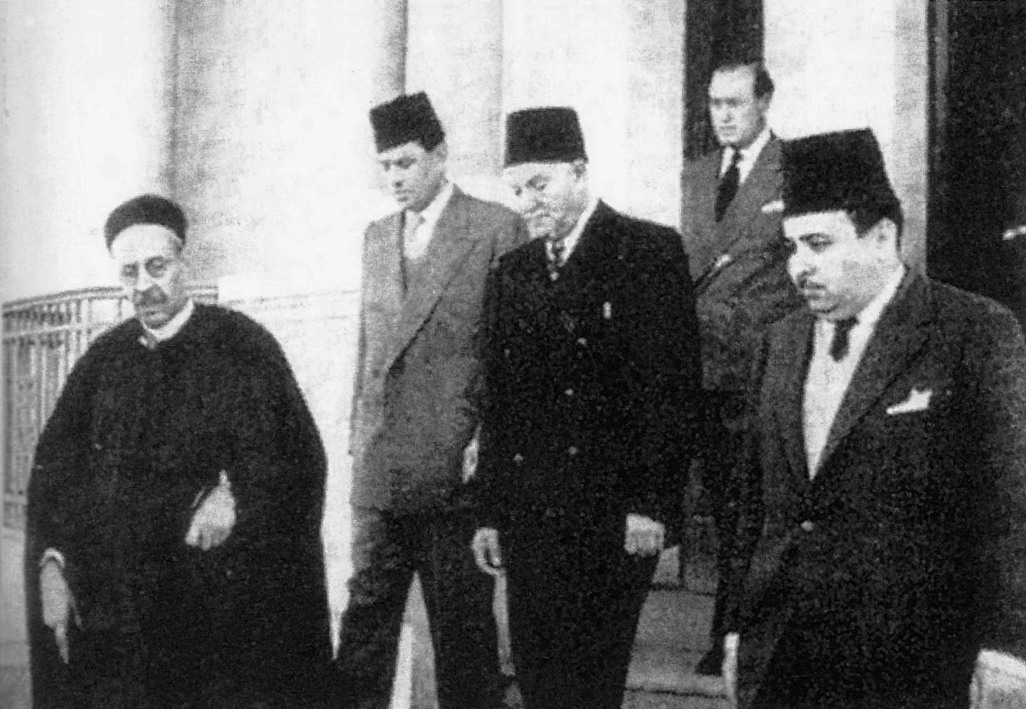
L'émir Idris Ier (à gauche) et le gouvernement de l'Émirat de Cyrénaïque.

Les Britanniques souhaitent favoriser l'émergence d'un nouvel État, qui serait pour eux un allié dans la région, et soutiennent les revendications de l'émir Idris, revenu définitivement en Libye en 1947. Le 1er mars 1949, avec l'assentiment du Royaume-Uni mais de manière unilatérale vis-à-vis de la communauté internationale, Idris proclame le 1er mars 1949 l'indépendance de l'Émirat de Cyrénaïque. La Tripolitaine demeure quant à elle administrée par le Royaume-Uni, qui conserve certains fonctionnaires coloniaux italiens, tandis que le Fezzan demeure sous l'autorité de la France. Des partis politiques s'organisent en Tripolitaine et se divisent quant au statut du pays : c'est cependant l'option, défendue par certains libyens, de la constitution d'une monarchie libyenne confiée à Idris, qui reçoit le soutien des Britanniques. Les Alliés demeurent divisés, le Royaume-Uni soutenant l'indépendance, au moins de la Tripolitaine et de la Cyrénaïque, au sein d'un État constitué; les États-Unis souhaitent quant à eux une indépendance intégrale de la Libye, le plus vite possible, et la France préfère une politique de statu quo avec le maintien des administrations séparées. L'Italie, quant à elle, n'a pas renoncé à conserver un certain contrôle sur son ancienne colonie, et mène en ce sens une propagande auprès des Italiens restés en Tripolitaine, comme auprès de certains notables libyens. Le comte Carlo Sforza, ministre italien des affaires étrangères, tente de négocier avec les Britanniques un compromis, qui permettrait à l'Italie d'organiser le nouvel État tripolitain, tandis qu'Idris conserverait la Cyrénaïque et les Français le Fezzan. Cette idée provoque de violentes réactions à Tripoli entre le 11 et le 19 mai 1949.
C'est finalement à l'ONU que revient la tâche de trancher la question du statut de la Libye : le 21 novembre 1949 est votée la résolution 289, qui prévoit l'accès du pays, avant le 1er janvier 1952, au rang d'État indépendant. Avec l'aide des Nations unies, les Libyens mettent progressivement en place des assemblées locales en Cyrénaïque et dans la Tripolitaine, et forment une commission préparation de l'Assemblée nationale, préalable à l'élection d'un gouvernement ainsi qu'à la rédaction de la constitution et à la proclamation officielle de l'indépendance. L'Assemblée nationale se réunit le 25 novembre 1950 et offre la couronne à l'émir Idris, qui devient le roi Idris Ier. Le 7 octobre 1951, la constitution est adoptée, faisant de la Libye un royaume fédéral. Le 24 décembre, l'indépendance totale du Royaume-Uni de Libye est proclamée.

### Monarchie libyenne (1951-1969)
- 1951-1969 : Royaume de Libye, Idris Ier (roi de Libye) (1889-1983), Famille Al-Sanoussi

Dans ses premières années d'indépendance, la Libye est classée par l'ONU parmi les pays les plus défavorisés de la planète : 94 % de la population est analphabète.
L'unité nationale demeure fragile, et l'influence du Royaume-Uni, qui renouvelle en 1953 pour vingt ans ses bases militaires en Libye, demeure prépondérante.
Les États-Unis renouvellent également leur base militaire en 1954 pour seize ans. L'Italie obtient la garantie des biens de ses colons, qui peuvent librement les conserver ou les vendre, mais verse des dommages de guerre à la Libye. Le Royaume-Uni, dont les anciens fonctionnaires de Tripolitaine sont restés en Libye des conseillers très écoutés, et les États-Unis, conservent une forte influence sur le royaume, auquel ils accordent une aide financière et alimentaire substantielle, et qui leur accorde en retour l'usage de bases militaires et aériennes.
En 1956, la découverte de gisements de pétrole par la compagnie Libyan American Oil bouleverse l'économie de la Libye, en lui apportant des redevances inespérées.
En 1965, le pays est devenu le premier producteur de pétrole d'Afrique,.
L'unité nationale du pays demeure cependant fragile, la dynastie Sanoussi ayant bien plus d'assise en Cyrénaïque qu'en Tripolitaine et la structure du pouvoir restant essentiellement entre les mains des chefs des tribus, faisant de la Libye une société segmentaire.
En 1963, le gouvernement tente de renforcer l'unité du pays et d'en moderniser l'administration en révisant la constitution : la forme fédérale est abandonnée, de même que le nom de Royaume-Uni de Libye, qui cède la place à l'appellation royaume de Libye.
Malgré l'augmentation spectaculaire du niveau de vie moyen, le développement et l'urbanisation du pays, mal maîtrisés, contribuent à entraîner de fortes inégalités sociales et entretiennent le mécontentement populaire : les réformes entreprises dans les années 1960 ne suffisent pas à dissiper le malaise social, qui s'exprime de façon particulièrement aigüe en 1967 lors de la guerre des Six Jours. L
e nationalisme et le ressentiment à l'égard de l'Occident sont de plus en plus forts au sein de la population, mais aussi de certains secteurs de l'armée : si la personne du roi demeure respectée, le discrédit de la monarchie s'accroît.

### Régime de Kadhafi (1969-2011)

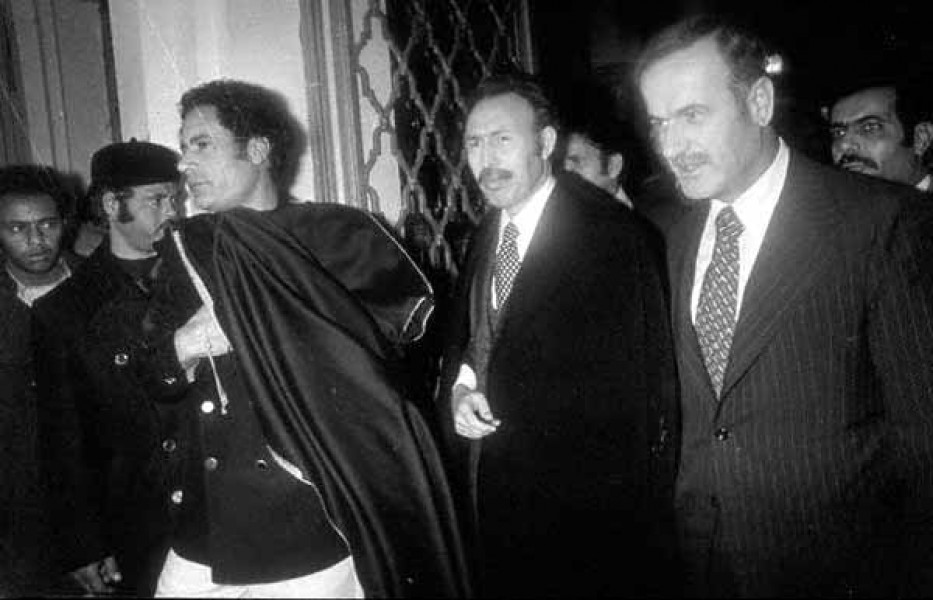
Mouammar Kadhafi en 1977, en compagnie de Houari Boumédiène et Hafez el-Assad.

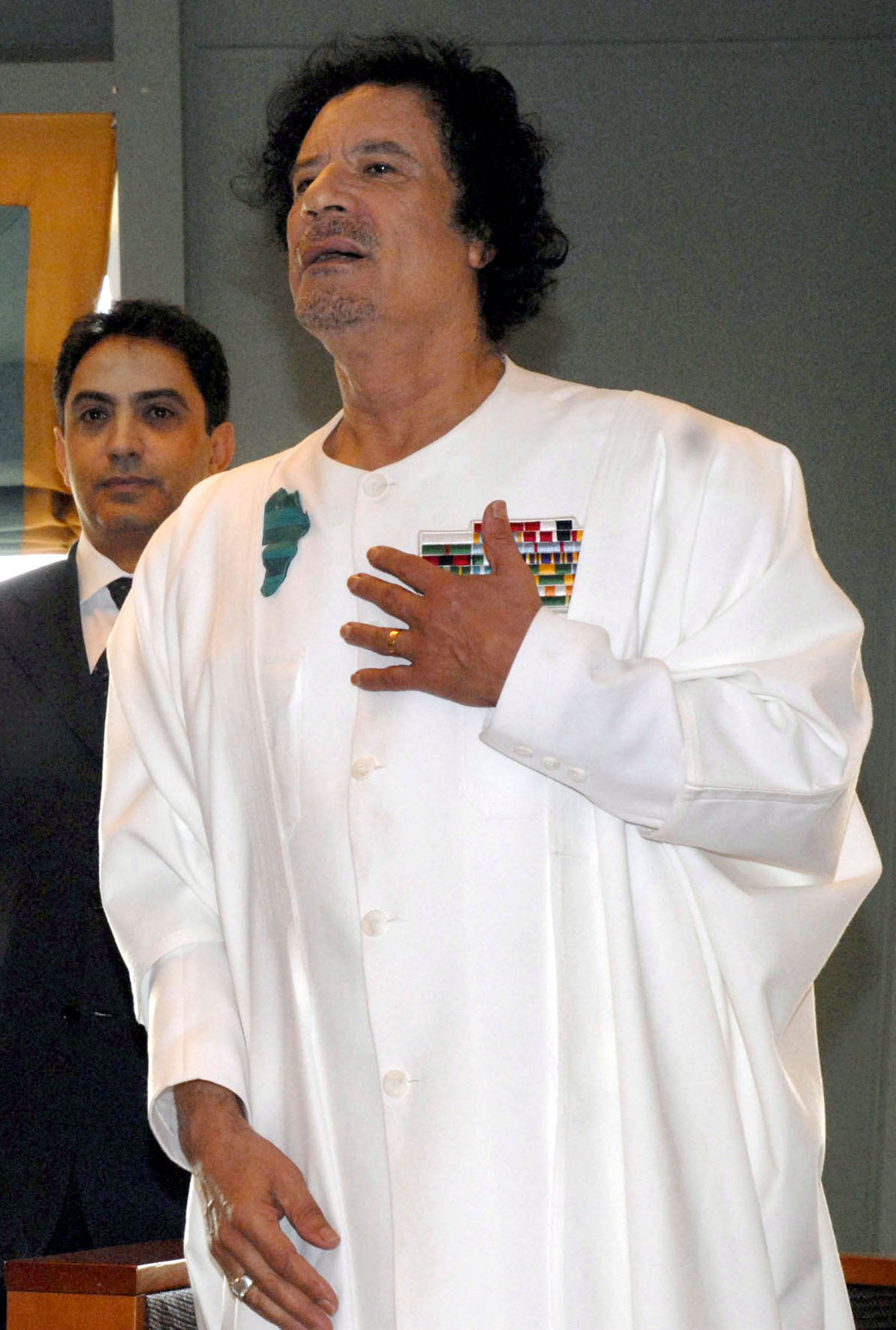
Mouammar Kadhafi en 2006.

Le 1er septembre 1969, alors que le roi Idris Ier séjourne à l'étranger, un groupe d'« officiers unionistes libres » influencés par les idées nasséristes, réalise un coup d'État et abolit la monarchie, proclamant la République arabe libyenne. Un jeune officier de 27 ans, Mouammar Kadhafi, devient chef de l'État en tant que président du Conseil de commandement de la révolution.
Kadhafi instaure un régime inspiré par les courants du nationalisme arabe et du socialisme arabe, à la nette orientation à la fois panarabe, panafricaine et tiers-mondiste. Il tente rapidement d'unir la « nation arabe » par le biais d'une Union des Républiques arabes unissant la Libye avec l'Égypte et la Syrie, mais cette fédération échoue à trouver une existence concrète. Les tentatives ultérieures d'alliance étroite et d'union avec d'autres États arabes et d'Afrique subsaharienne n'ont pas davantage de succès.
En 1970, une loi est adoptée qui affirme l'égalité des sexes et insistait sur la parité salariale. En 1971, Kadhafi soutient la création d'une Fédération générale des femmes de Libye. En 1972, une loi est adoptée pénalisant le mariage des filles de moins de seize ans et fait du consentement de la femme une condition indispensable pour le mariage.

Drapeau de la Libye, à partir de 1977 : il s'agissait alors du seul drapeau monocolore au monde.

En 1977, Kadhafi change le mode de gouvernement de la Libye, qui devient une Jamahiriya, c'est-à-dire un « État des masses » officiellement gouvernée par le peuple libyen selon un principe de démocratie directe. Kadhafi lui-même abandonne son poste de chef de l'État en 1979 : tout en n'ayant plus aucun poste officiel — son titre de « Guide de la révolution » n'apparaît dans aucun texte de loi — il continue cependant dans les faits d'exercer un pouvoir absolu en Libye. S'appuyant sur la prospérité née de la rente pétrolière et sur des politiques sociales généreuses, Kadhafi parvient dans les premières années à générer un consensus autour de son régime. Sa popularité s'effrite cependant avec les difficultés économiques causées par la chute des cours du pétrole.
En gérant avec intelligence ses revenus pétroliers et en opérant sa transformation industrielle, la Libye devient autosuffisante et attractive pour les travailleurs migrants africains qui s'installent massivement dans le pays dans les années 1990
Sur le plan international, Kadhafi entretient des relations tendues, voire hostiles, avec une grande partie des gouvernements d'Afrique, du monde arabe, et du monde occidental, allant de l'extrêmisme verbal au soutien à des rébellions armées. Tiers-mondiste et antisioniste, il parvient à acquérir une certaine popularité auprès de secteurs d'opinion, essentiellement dans les pays du sud, mais paie ses positions d'une série de crises diplomatiques, voire de guerres, qui débouchent sur son isolement politique. L'interventionnisme libyen en Afrique débouche sur des participations à des conflits armés au Tchad et en Ouganda. La Libye subit en 1986 un bombardement de la part des États-Unis; le régime de Kadhafi est ensuite accusé de s'être livré à des actes de terrorisme d'État, notamment avec l'attentat de Lockerbie en 1988 et celui contre le DC10 d'UTA en 1989. En 1992, la Libye est soumise à un embargo par les Nations unies. En dépit des sanctions occidentales la Libye maintient une politique internationale de tradition panafricaniste. Elle prend en charge l'essentiel des couts de construction d'un satellite de communication africain, s'engage auprès de l'UNESCO à financer le projet de réécriture de l'Histoire générale de l'Afrique, à payer les cotisations des États défaillants auprès des organisations africaines et à briser le monopole des compagnies aériennes occidentales en Afrique à travers la création de la compagnie Ifriqyiah en 2001
Dans les années 2000, grâce notamment au contexte de la guerre contre le terrorisme suivant les attentats du 11 septembre 2001, suivi en 2003 par l'arrêt du programme nucléaire de la Libye visant à acquérir la bombe atomique, la Libye de Kadhafi connaît un net retour en grâce diplomatique. Elle renoue de bonnes relations avec le monde occidental, qui voit en elle un allié contre le terrorisme islamiste; la lutte contre l'immigration illégale fournit en outre un argument à la Libye pour entretenir des liens d'alliance avec les pays de l'Union européenne, notamment l'Italie, son principal partenaire commercial. Saïf al-Islam Kadhafi, l'un des fils de Mouammar Kadhafi, fait figure de réformateur au sein du régime, pour le compte duquel il multiplie les contacts dans le monde occidental, ce qui le fait apparaître comme un « ministre des affaires étrangères bis », souvent décrit comme un potentiel successeur de son père.

## Libye contemporaine (depuis 2011)

### Première guerre civile libyenne (2011)
- première guerre civile libyenne

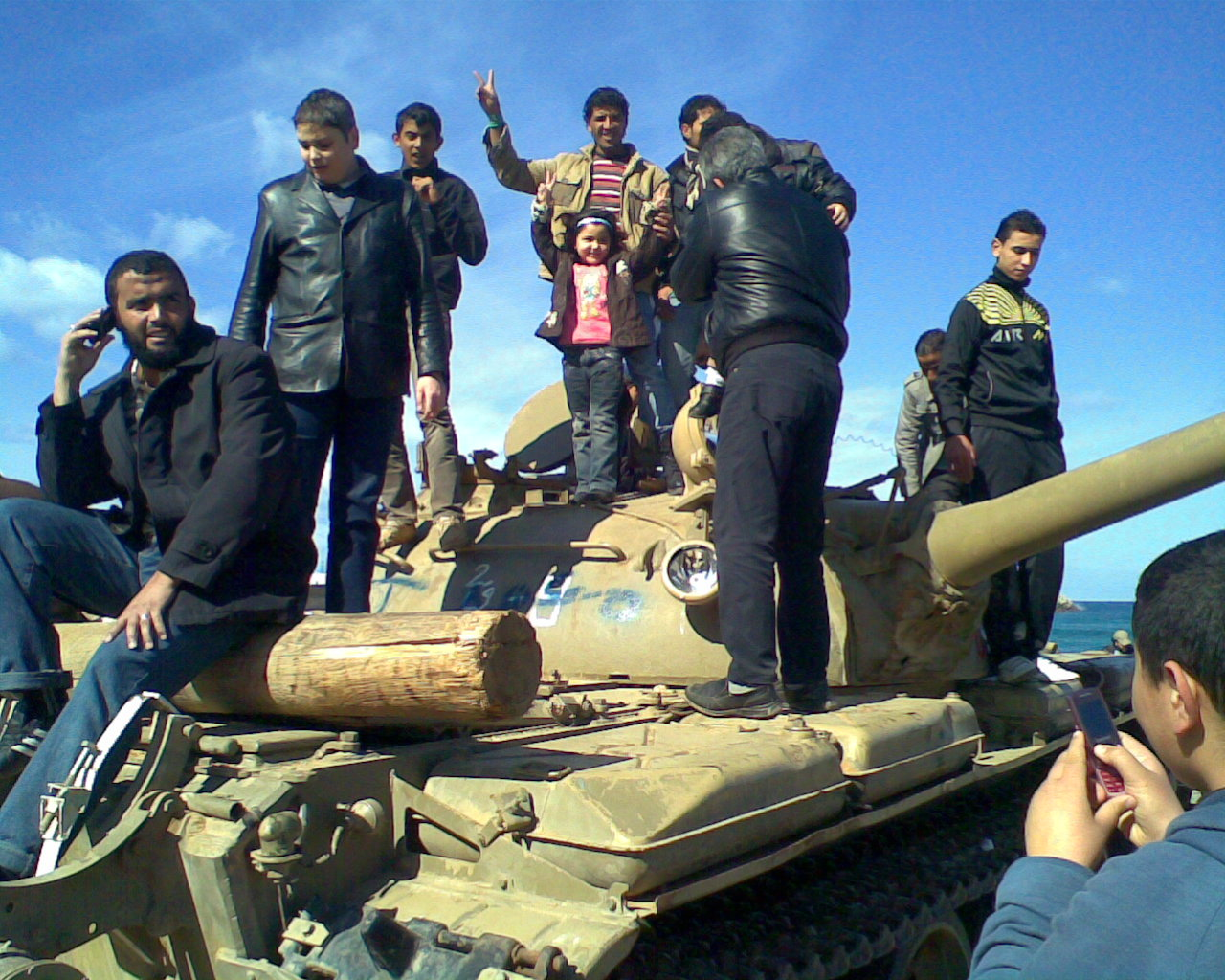
Rebelles libyens en février 2011 lors du soulèvement de Benghazi.

En 2011, dans le contexte du « Printemps arabe », le mécontentement populaire contre le régime de Kadhafi s'affirme désormais ouvertement. La violente répression des manifestations dans le pays, durant laquelle la troupe tire à l'arme lourde sur la population, débouche en février sur une véritable guerre civile. L'Est du pays échappe bientôt au contrôle de Kadhafi, et un gouvernement provisoire, le Conseil national de transition (CNT), est formé à Benghazi. Mais les troupes de Kadhafi contre-attaquent rapidement, et reprennent progressivement le contrôle du pays. Alors que Benghazi est directement menacée, le Conseil de sécurité des Nations unies vote la résolution 1973, autorisant en mars une intervention militaire internationale qui fournit aux rebelles un appui aérien et leur évite d'être écrasés. Au bout de six mois de conflit, les forces du CNT prennent Tripoli le 23 août. Kadhafi, ayant quitté la capitale, est mis à prix et visé par un mandat d'arrêt international. Le 16 septembre, le CNT est reconnu comme gouvernement de la Libye par l'Assemblée générale des Nations unies. À l'automne 2011, les partisans de Kadhafi tiennent encore plusieurs bastions, principalement Syrte et Beni Walid.
Le 20 octobre 2011, Syrte est la dernière ville kadhafiste à tomber aux mains des forces du Conseil national de transition. Mouhammar Kadhafi est capturé et tué le jour même.

### Deuxième guerre civile libyenne (2014-2020)
La « libération » du pays est officiellement proclamée le 23 octobre; le même jour, le président du CNT, Moustapha Abdel Jalil (1952-), annonce que la future législation de la Libye serait fondée sur la charia. Cette déclaration ayant suscité l'inquiétude des gouvernements occidentaux, il déclare vouloir « assurer à la communauté internationale que nous, les Libyens, sommes des musulmans modérés ». Un référendum est annoncé pour approuver la future constitution. Le 22 novembre, un nouveau gouvernement, dirigé par Abdel Rahim al-Kib, est mis en place. Kadhafi ayant laissé derrière lui un vide politique, et un pays dépourvu d'institutions réelles, d'armée structurée, et de traditions démocratiques, la Libye apparaît bientôt comme un pays très instable, en proie au désordre et à la violence,.
Le 7 juillet 2012, la Libye organise l'élection du Congrès général national, premier scrutin démocratique de son histoire. Elle se déroule dans un climat de tensions, les milices fédéralistes de Cyrénaïque se montrant hostiles au pouvoir central de Tripoli. Parmi les nombreux partis politiques formés après la chute de Kadhafi, les islamistes apparaissent comme les grands perdants du premier scrutin : l'avantage revient aux libéraux, et notamment à l'Alliance des forces nationales dirigé par Mahmoud Jibril, qui n'a cependant pas la majorité absolue. Le Congrès général national (CGN), une assemblée de 200 membres, succède au Conseil national de transition. Mohamed Youssef el-Megaryef, islamiste modéré et opposant de longue date à Kadhafi, est élu en août président du CGN, soit chef de l'État par intérim ; en octobre, le diplomate Ali Zeidan, ancien porte-parole du CNT, devient chef du gouvernement. Le climat de violence ne cesse pas pour autant en Libye : le 11 septembre 2012 — anniversaire des attentats de 2001, mais également dans le contexte de l'affaire du film L'Innocence des musulmans — le consulat des États-Unis à Benghazi est attaqué par un groupe armé. Quatre Américains sont tués, dont l'ambassadeur J. Christopher Stevens.
En mai 2013, sous la pression des milices révolutionnaires, le parlement libyen adopte une loi dite de « bannissement politique », excluant de toute fonction officielle les personnes ayant occupé des responsabilités, à un moment ou à un autre, sous le régime de Kadhafi. Le radicalisme de cette loi, qui frappe de fait une grande partie des dirigeants libyens, provoque une crise politique et plusieurs démissions, privant la Libye d'un personnel politique expérimenté. Le président du Congrès général national Mohamed Youssef el-Megaryef, qui avait été ambassadeur sous Kadhafi avant de rejoindre la dissidence, est contraint de quitter ses fonctions. Fin juin, Nouri Bousahmein est élu président du GNC. Le premier ministre Ali Zeidan a quant à lui le plus grand mal à imposer son autorité face aux différents chefs de milices, qui tiennent notamment les champs pétroliers de Cyrénaïque, avec le soutien des tribus : en octobre 2013, il est séquestré quelques heures par un groupe armé, avant d'être relâché. En novembre 2013, des rebelles autonomistes proclament en Cyrénaïque un gouvernement, défiant celui de Tripoli qu'ils disent aux mains des islamistes.
Le 20 février 2014, sans passion et au milieu d'épisodes de violences, les Libyens élisent leur assemblée constituante. Le scrutin se déroule dans un contexte d'instabilité politique persistante, alors que le gouvernement d'Ali Zeidan, qui tente de poser les bases d'un État, est de plus en plus discrédité. Le Congrès général national provoque également le mécontentement de la population et de la classe politique en prolongeant son mandat d'un an, jusqu'en décembre 2014, et en laissant à un futur parlement, dont la date n'est toujours pas décidée, la tâche de décider de la nature d'une élection présidentielle. Minoritaires au Congrès, les islamistes gagnent cependant en influence dans l'assemblée et accaparent de plus en plus de pouvoir, laissant peu de marge de manœuvre  au gouvernement. Un bras de fer oppose le premier ministre au Congrès général national jusqu'en mars 2014, date à laquelle le Congrès démet par un vote le chef du gouvernement : les islamistes se débarrassent ainsi d'un de leurs principaux adversaires. Abdallah al-Thani assure l'intérim après le départ de Zeidan. La Libye n'a alors toujours pas réussi à former d'armée ou de police réellement professionnels, laissant en grande partie le terrain à diverses factions armées et des ex-chefs rebelles,.
Le 30 mars, le Congrès général national décide de laisser la place à une Chambre des représentants, qui devra être élue en juin. Le 4 mai, le Congrès général national élit Ahmed Miitig au poste de premier ministre : la validité de cette élection est aussitôt contestée, les rebelles autonomistes de l'Est annonçant quant à eux qu'ils refusent de reconnaître ce gouvernement. Le général Khalifa Haftar, chef d'état-major de l'Armée nationale libyenne, défie ouvertement le Congrès général national dominé par les islamistes, exigeant sa dissolution et la mise en place d'un « Conseil présidentiel » pour mieux assurer l'autorité de l'État. Les 16 et 18 mai, des forces loyales à Haftar attaquent des milices à Benghazi, puis le siège du CGN à Tripoli, faisant plusieurs dizaines de morts. En juin, la justice invalide l'élection de Miitig ; Abdallah al-Thani revient alors à la tête du gouvernement. Les élections législatives se déroulent le 25 juin : 12 des 200 sièges du nouveau parlement ne sont pas pourvus, les votes ayant été annulés dans diverses localités en raison des violences. Le Parti de la justice et de la construction, proche des islamistes, est nettement minoritaire.
L'instabilité persiste ensuite en Libye, qui s'avère incapable de construire un véritable pouvoir central et de mettre un terme au désordre et à la violence dans le pays, où les milices continuent de s'arroger un pouvoir de fait. En juillet 2014, la mission de l'ONU évacue son personnel après des affrontements à Tripoli et Benghazi, qui font plusieurs victimes. Toujours en juillet, la milice de Misrata alliée à des groupes islamistes affronte la milice de Zenten alliée à d'anciens soutiens de Khadafi pour le contrôle de l'aéroport de Tripoli, tandis que d'autres groupes combattent en Cyrénaïque pour le contrôle des ressources pétrolières.
Après les élections, la passation de pouvoir entre le Congrès général national et la nouvelle Chambre des représentants est annulée : le nouveau parlement, boycotté par les élus islamistes et présidé par Aguila Salah Issa, tient sa session inaugurale à Tobrouk. Fin août, la coalition « Aube de la Libye » (Fajr Libya) formée par les groupes islamistes, prend le contrôle de Tripoli et reforme le Congrès général national : Nouri Bousahmein est réélu au poste qu'il occupait avant les élections, tandis qu'Omar al-Hassi devient le nouveau premier ministre,. L'Égypte et les Émirats arabes unis mènent des bombardements répétés sur la capitale libyenne.
Le gouvernement de Tobrouk — seul à être reconnu par la communauté internationale — et celui de Tripoli se disputent dès lors le pouvoir, en même temps que le contrôle des puits de pétrole, tandis que le pays entier est en proie à la violence et aux affrontements de groupes armés, tribaux ou djihadistes. La déliquescence de la Libye contribue à faire du pays l'une des principales zones de transit de l'immigration clandestine à destination de l'Europe. Par ailleurs, à la faveur du chaos politique, l'État islamique s'implante en Libye et lance des attaques, notamment à Misrata et à Syrte,. L'ONU s'efforce d'amener les belligérants libyens à s'unir pour contrer l'État islamique. Le 10 juillet 2015, le gouvernement de Tobrouk signe finalement avec une partie des groupes armés un accord de paix proposé par l’ONU : celui de Tripoli rejette au contraire le texte et n'envoie pas de délégation à la signature.
Devant la gravité de la situation et la progression de l'EI, la communauté internationale pousse à la création d'un gouvernement unitaire. Le 12 mars 2016 Fayez el-Sarraj prend la tête d'un gouvernement « d'union nationale », formé à Tunis, initialement rejeté par les parlements de Tripoli et de Tobrouk. Grâce au soutien occidental, le gouvernement peut s'installer à Tripoli à la fin du mois. Il obtient le 23 avril le soutien de la majorité des parlementaires de Tobrouk, et s'installe progressivement dans ses fonctions.
L’Organisation internationale pour les migrations note le développement de la traite d’êtres humains dans la Libye post-kadhafiste. Selon l'organisation, de nombreux migrants sont vendus sur des « marchés aux esclaves » pour 190 à 280 euros. Ils sont également sujets à la malnutrition, aux violences sexuelles, voire aux meurtres.
La ville de Syrte, place forte de l’organisation État islamique (EI) en Afrique du Nord, est reconquise début décembre 2016 par les forces du gouvernement libyen d’union nationale de Faïez Sarraj, soutenu par les capitales occidentales et les Nations unies, stoppant les velléités de l'EI dans ce pays.
Par contre, la situation reste bloquée entre le Premier ministre Fayez el-Sarraj issu du gouvernement d'accord national (GAN) et le chef de l'Armée nationale libyenne (ANL) du Khalifa Haftar.
Des médiations diplomatiques entre ces deux partis sont menées en France, en  juillet 2017 à La-Celle-Saint-Cloud, en France toujours en mai 2018 au palais de l'Élysée, puis à Palerme en Italie en novembre 2018, laissant espérer la reprise d'un dialogue. Mais l'assaut militaire déclenché en avril 2019 par les troupes de l'Armée nationale libyenne (ANL) du Khalifa Haftar sur Tripoli, un assaut qui s'enlise ensuite, pulvérise à court terme les espoirs d'un règlement politique. Chacune des forces en présences, le GAN et l'ANL, multiplie les contacts et les alliances avec des puissances extérieures : notamment la Turquie pour le GAN, les Émirats arabes unis, l'Arabie saoudite, l'Égypte et la Russie pour l'ANL. Une nouvelle initiative de médiation, turco-russe cette fois, pour obtenir la signature à Moscou d’un cessez-le-feu en Libye tourne court, en janvier 2020.
Le 10 mars 2024, Trois hauts dirigeants libyens ont annonce, qu’ils se sont mis d’accord sur la nécessité de former un nouveau gouvernement d’union nationale. qui superviserait les élections législatives et présidentielle longtemps retardées.